# Вальслебен (Бранденбург)
Вальслебен (нем. Walsleben) — община в Германии, в земле Бранденбург.
Входит в состав района Восточный Пригниц-Руппин. Подчиняется управлению Темниц. Население составляет 783 человека (на 31 декабря 2010 года). Занимает площадь 31,78 км².
| Год  | Население |
| ---- | --------- |
| 2005 | 845       |
| 2010 | 784       |